# Carlos Vierra
Carlos Vierra est un peintre, illustrateur et photographe américain né le 3 octobre 1876 à Moss Landing, en Californie, et mort le 19 décembre 1937 à Santa Fe, au Nouveau-Mexique.

## Galerie

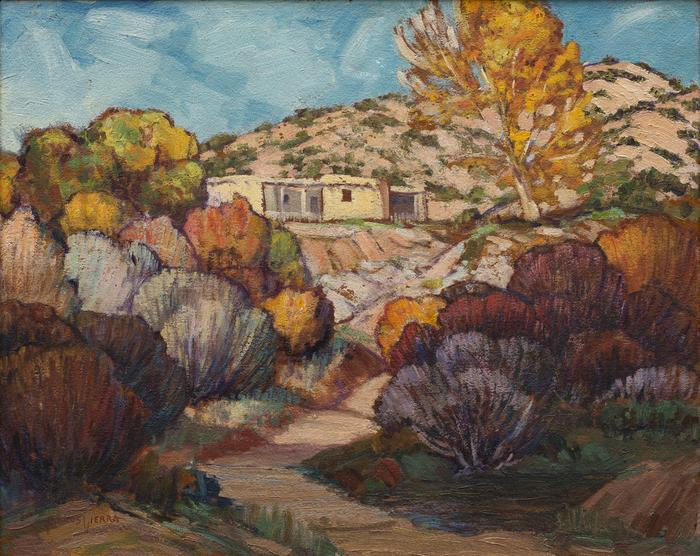
Cerro Gorgo, Santa Fe, c. 1920
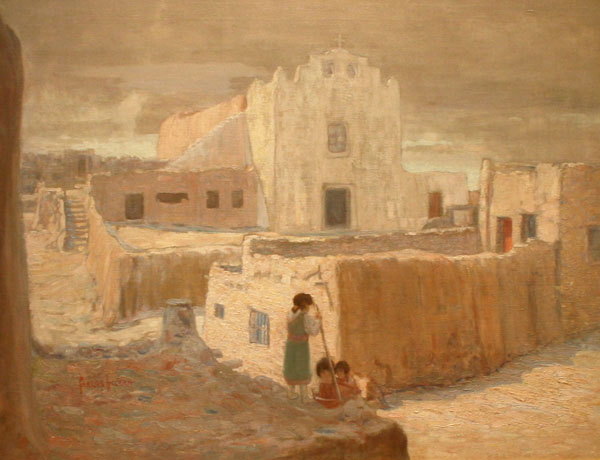
Laguna Mission
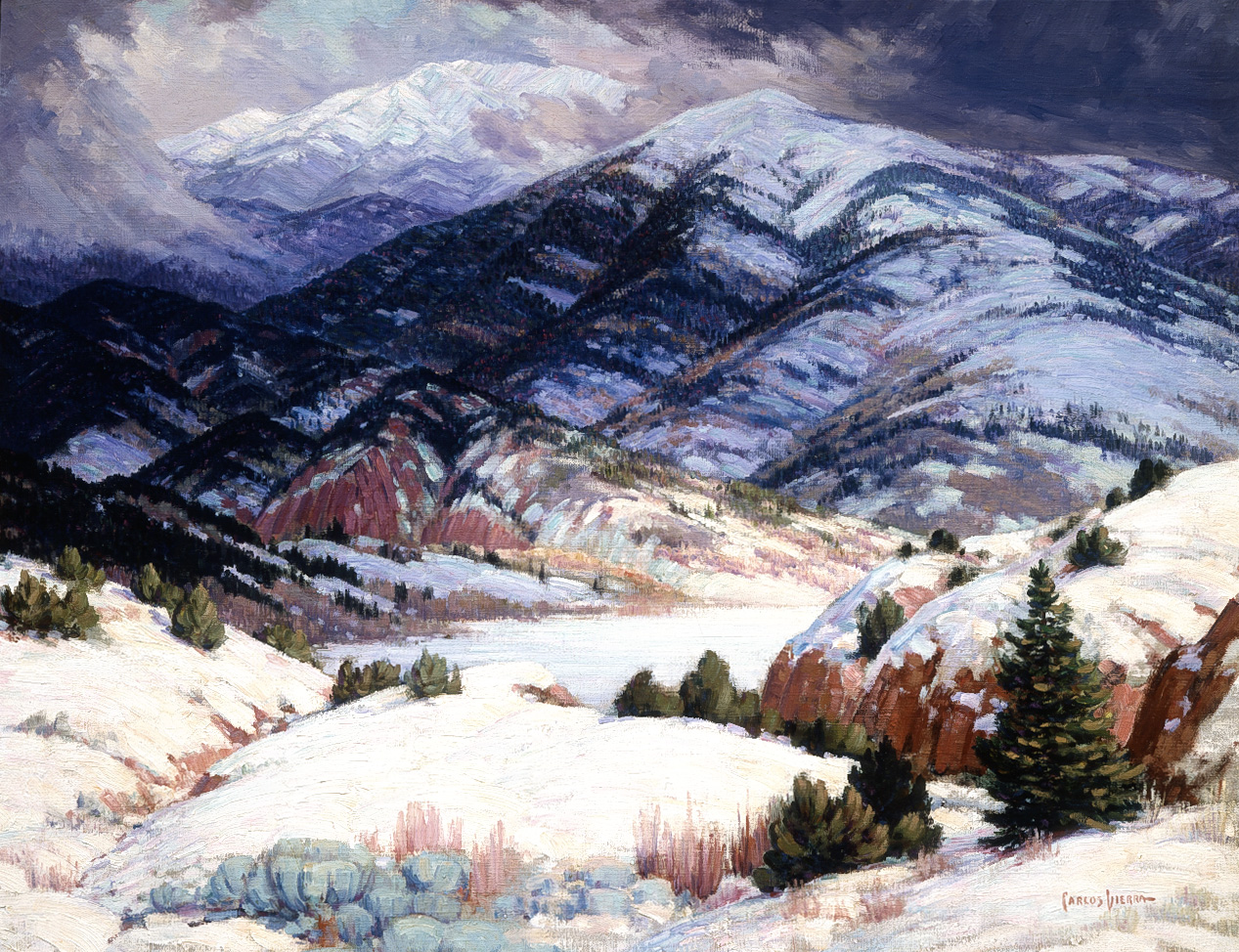
Northern New Mexico in Winter, 1922